# Jurij Mihajlovics Kovtun
Jurij Mihajlovics Kovtun (oroszul: Юрий Михайлович Ковтун; Azov, 1970. január 5. –) orosz válogatott labdarúgó, edző. 

## Pályafutása

### Klubcsapatban
Pályafutását 1988-ban a Lucs Azov csapatában kezdte. 1989 és 1990 között az SZKA Rosztov csapatában játszott. 1991 és 1993 között a Rosztszelmasban szerepelt. 1993-tól 1998-ig között a Gyinamo Moszkva, 1999-től 2005-is a Szpartak Moszkva játékosa volt, utóbbival három bajnoki címet szerzett. 2006 és 2007 között az Alanyija Vlagyikavkaz csapatában fejezte be a profi pályafutását. 2007-ben még pályára lépett az MVD Rosszii Moszkva nevezetű kis csapatban.

### A válogatottban
1994 és 2003 között 50 alkalommal játszott az orosz válogatottban és 2 gólt szerzett. Részt vett az 1996-os Európa-bajnokságon és a 2002-es világbajnokságon.

## Sikerei, díjai
Gyinamo Moszkva
- Orosz kupa (1): 1995

Szpartak Moszkva
- Orosz bajnok (3): 1999, 2000, 2001
- Orosz kupa (1): 2003